# Teluk Dawan
Teluk Dawan is een bestuurslaag in het regentschap Tanjung Jabung Timur van de provincie Jambi, Indonesië. Teluk Dawan telt 1439 inwoners (volkstelling 2010).